# Borisovo (distrikt i Bulgarien)
Borisovo (bulgariska: Борисово) är ett distrikt i Bulgarien.   Det ligger i kommunen Obsjtina Slivo Pole och regionen Ruse, i den nordöstra delen av landet, 270 km nordost om huvudstaden Sofia.
Trakten runt Borisovo består till största delen av jordbruksmark. Runt Borisovo är det ganska tätbefolkat, med 75 invånare per kvadratkilometer.